# Frederico Paredes
Frederico da Cunha Paredes  (ur. 31 stycznia 1889 w Lizbonie, zm. 4 listopada 1972) – portugalski szpadzista, brązowy medalista olimpijski.
Na igrzyskach olimpijskich w Antwerpii w 1920 roku był czwarty w turnieju drużynowym, a indywidualnie odpadł w pierwszej rundzie. Na rozgrywanych cztery lata później igrzyskach olimpijskich w Paryżu był ponownie czwarty w turnieju drużynowym. W zawodach indywidualnych dotarł do ćwierćfinałów. Brał też udział w igrzyskach olimpijskich w Amsterdamie Portugalczycy w składzie: Paulo d’Eça Leal, Frederico Paredes, Mário de Noronha, Jorge de Paiva, João Sassetti i Henrique da Silveira zdobyli brązowy medal w szpadzie drużynowej. W turnieju indywidualnym tym razem odpadł w półfinałach.
Nie zdobył medalu mistrzostw świata.